# Van Duyn

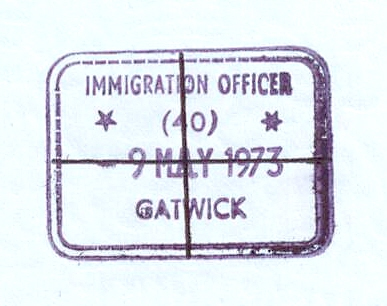
Razítko na cestovním pasu zakazující vstup do Velké Británie

Van Duyn, plným označením Yvonne van Duyn v Home Office (41/74), je rozsudek Evropského soudního dvora z roku 1974, který se týkal volného pohybu osob mezi členskými státy Evropského společenství a přímého účinku směrnic.

## Skutková podstata
Britské orgány odepřely vstup holandské občance Yvonne Van Duyn na území Spojeného království, protože působila jako sekretářka Scientologické církve, která byla vnitrostátním právem označena za společensky škodlivou. Domáhaly se tak ustanovení Smlouvy o založení Evropského hospodářského společenství, že veřejný pořádek je jedním z důvodů, pro který je možno odepřít vstup státnímu příslušníku jiného členského státu.
V dané době již byla přijata směrnice 64/221, která stanovila, že opatření odepírající vstup na základě ochrany veřejného pořádku musí být založena pouze na jednání daného jednotlivce. Spojené království v rozhodné době danou směrnici nepřevedlo do vnitrostátní úpravy.

## Rozhodnutí soudu
Soudní dvůr rozhodl, že ustanovení Smlouvy a výše uvedené směrnice jasně definují práva jednotlivce a mohou tak být aplikována i bez převedení směrnice do vnitrostátní úpravy. Dle jeho argumentace by závaznost směrnic byla popřena, pokud by je členské státy mohly ignorovat a jimi daná práva před národními soudy nechránit. Soud tak směrnici přiznal přímý účinek.
Dále soud rozhodl, že rozhodnutí jednotlivce stát se členem hnutí se dá považovat za individuální jednání a odepření vstupu na základě příslušnosti k Scientologické církvi na základě ochrany veřejného pořádku tak bylo oprávněné, a to i v případě, že pro občany Spojeného království žádné omezení neplatilo.